# Anthony Mancini
Anthony Mancini (ur. 27 listopada 1945 w Mignano Monte Lungo, we Włoszech) – kanadyjski duchowny katolicki pochodzenia włoskiego, arcybiskup metropolita Halifax-Yarmouth w latach 2007–2020.

## Życiorys

### Prezbiterat
Święcenia kapłańskie przyjął 23 maja 1970 i został inkardynowany do archidiecezji Montréal. Był m.in. dyrektorem centrum ekumenicznego w Montrealu, wikariuszem generalnym archidiecezji oraz dyrektorem wydziału kurialnego ds. duszpasterstwa wiernych anglojęzycznych.

### Episkopat
18 lutego 1999 został mianowany biskupem pomocniczym archidiecezji Montreal oraz biskupem tytularnym Natchitoches. Sakry biskupiej udzielił mu 25 marca 1999 – kard. Jean-Claude Turcotte.
18 października 2007 został mianowany przez Benedykta XVI ordynariuszem archidiecezji Halifax oraz administratorem apostolskim diecezji Yarmouth. Po połączeniu w 2009 obu diecezji nosił tytuł arcybiskupa Halifax-Yarmouth. 27 listopada 2020 papież Franciszek przyjął jego rezygnację z pełnionej funkcji.